# Ixodes cornuatus
Ixodes cornuatus är en fästingart som beskrevs av Roberts 1960. Ixodes cornuatus ingår i släktet Ixodes och familjen hårda fästingar. Inga underarter finns listade i Catalogue of Life.